# Bioinformatik

En av bioinformatikens triumfer är att den gett en mycket stabilare grund för systematiken och också kunnat rätta till många fel i tidigare systematik. Här visas huvudgrenarna i livets träd

Bioinformatik är en tvärvetenskaplig disciplin där algoritmer för analys av biologiska (särskilt molekylärbiologi) data utvecklas. Enligt Svensk MeSH anges Bioinforamatik vara synonymt med Beräkningsbiologi och engelskans Computational Biology och begreppet anges vara en undergrupp till både Biologi och Informatik.
Ursprungligen myntades begreppet för studiet av informatiska processer i biotiska system av Professor Paulien Hogeweg vid Universitetet i Utrecht, Nederländerna. Idag används begreppet fritt för att omfatta all forskning där datorberäkningar används för att analysera molekylärbiologiska data.
Bioinformatiken inbegriper vitt skilda delområden, till exempel:
- Hantering och strukturering av mycket stora datamängder.
- Visualisering av data, till exempel proteinstruktur, fylogeni, och genomik.
- Algoritmutveckling för att möta behov inom olika slags analyser, datahantering, och visualisering.
- Modellering av fenomen inom evolution, proteinfunktion, och cellbiologi.
- Analys av molekylärbiologiska data såsom DNA- och proteinsekvenser, data från studier av genuttryck, och morfologiska karaktärer.

Forskning inom bioinformatik bedrivs idag vid de flesta svenska universitet och även en del högskolor, exempelvis Högskolan i Skövde.